# Acryptolaria normani
Acryptolaria normani är en nässeldjursart som beskrevs av Nutting 1927. Acryptolaria normani ingår i släktet Acryptolaria och familjen Lafoeidae. Inga underarter finns listade i Catalogue of Life.